# Villa Ephrussi de Rothschild

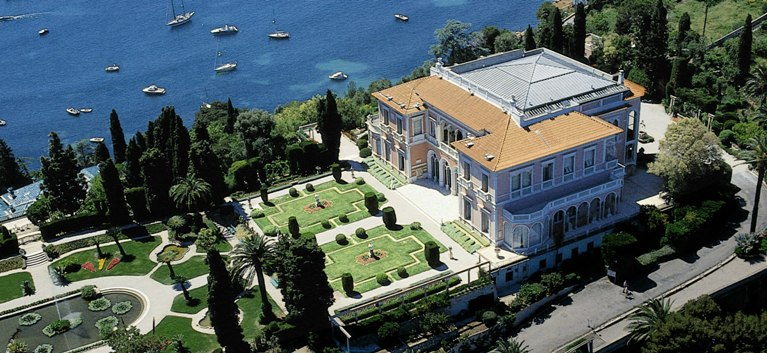
Vista aérea da Villa Ephrussi de Rothschild e dos seus jardins.

A Villa Ephrussi de Rothschild, também chamada de Villa Ile-de-France, é um dos mais belos palácios em estilo renascentista da Côte d'Azur, construído à beira-mar no cimo do Cap Ferrat entre 1905 e 1912, em Saint-Jean-Cap-Ferrat, pela Baronesa Béatrice Ephrussi de Rothschild (1864-1934). 
O palácio foi desenhado pelo arquiteto belga Aaron Messiah. Membro da proeminente família de banqueiros Rothschild e esposa do rico banqueiro judeu russo Barão de Ephrussi, Béatrice de Rothschild construiu a sua vila cor-de-rosa num promontório no istmo de Cap Ferrat, com vistas panorâmicas para o Mar Mediterrâneo. A baronesa encheu o palácio com mobiliário antigo, pinturas de Velhos Mestres, esculturas, objets d'art e reuniu uma extensa coleção de rara porcelana. Os jardins estão classificados pelo Ministério da Cultura Francês como um dos Notáveis Jardins de França.
Aquando da sua morte, em 1934, a caridade da baronesa ofereceu a propriedade e as suas coleções à Academia de Belas Artes, divisão do Institut de France, encontrando-se, agora, aberta à visita pública.
A villa e os seus jardins estão classificados como Monumentos Nacionais por despacho de 3 de Setembro de 1996.

## História

### A proprietária

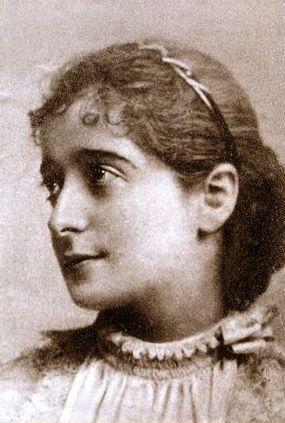
A Baronesa Béatrice Ephrussi de Rothschild.

Béatrice de Rothschild nasceu no dia 14 de Setembro de 1864 da união do Barão Alphonse de Rothschild com Leonora von Rothschild (1837-1911), surgida do ramo família Rothschild dito "de Londres".
No dia 5 de Junho de 1883, casou com o banqueiro milionário judeu russo Maurice Ephrussi. Tinha então 19 anos de idade. O casal separou-se pouco tempo depois, com a baronesa a censurar ao seu marido a adição ao jogo.
O casal era apaixonado pela arquitetura, pela natureza e pela arte, colecionando sumptuosas residências e objetos raros.
A baronesa levava um estilo de vida de rainha de França à Maria Antonieta.
À semelhança do seu pai, Alphonse de Rothschild, Regente da Banca de França, um dos principais acionistas da Companhia dos Caminhos de Ferro Paris a Lyon e ao Mediterrâneo (P.L.M.), membro da Academia de Belas Artes, ou do seu tio Alfred de Rothschild, conservador da Wallace collection em Londres, Béatrice Ephrussi de Rothschild colecionou obras de arte e residências.
Pelo seu percurso, o seu gosto pelo século XVIII francês ou o exotismo, a baronesa segue a tradição dos grandes coleccionadores de arte da época: Cernuschi, Jacquemart-André, Wallace, Frick, sem esquecer numerosos membros da sua família, como Edmond de Rothschild, Ferdinand de Rothschild (Waddesdon), e outros. Procura e faz chegar por comboio a Beaulieu-sur-Mer obras que seleciona no cais da gare. Levando o seu gosto pela arte ao extremo, diz-se que um dia terá comprado uma capela para lhe retirar apenas um afresco.

### O palácio

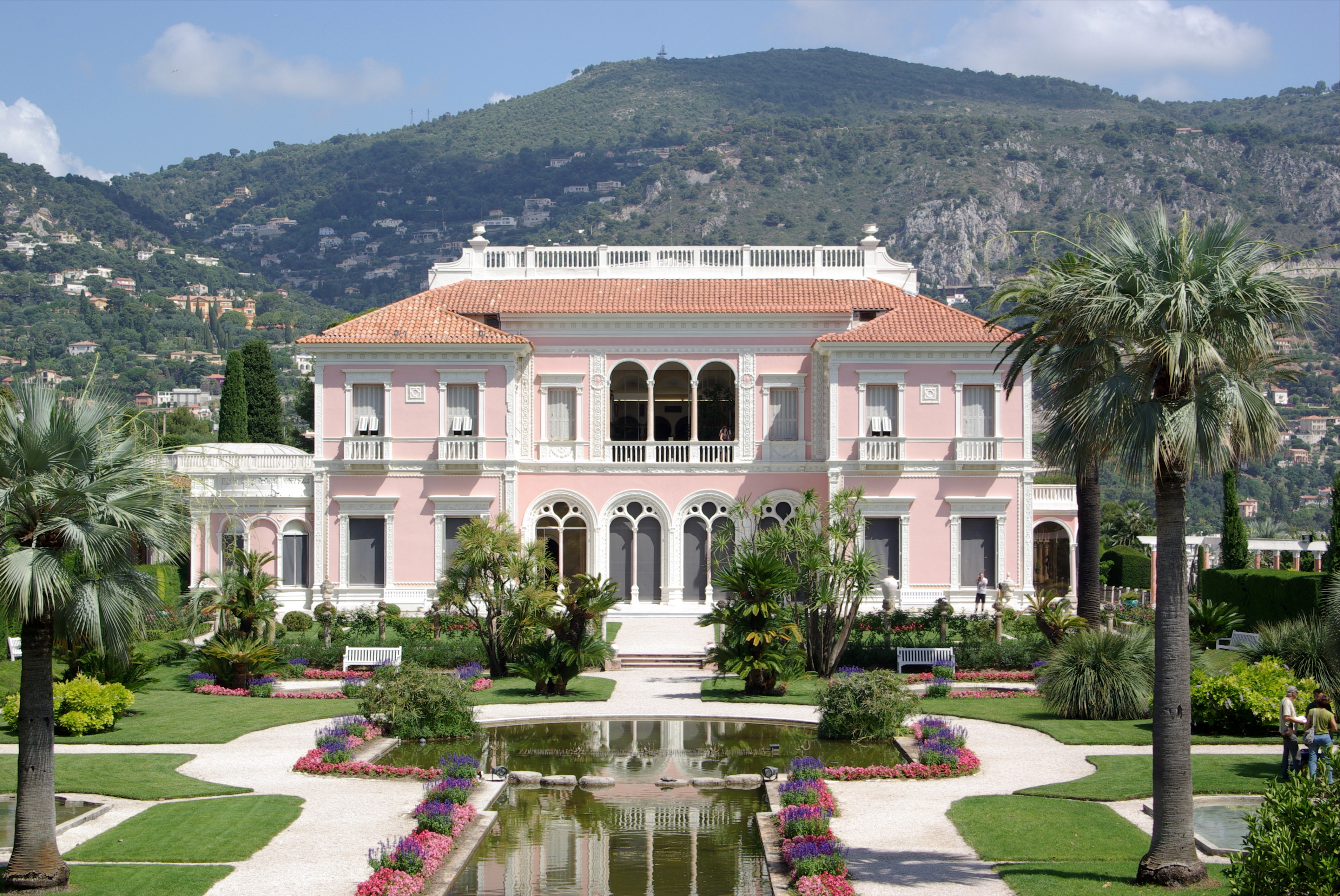
A Villa Ephrussi de Rothschild vista do jardim à francesa.

Béatrice Ephrussi descobriu o Cap Ferrat em 1905, na época em que a Côte d'Azur era um lugar de recreio da alta sociedade. Seduzida pela beleza natural do sítio, adquiriu sete hectares de terreno rochoso e estéril na parte mais estreita da quase ilha, disputando essa parcela ao rei Leopoldo II da Bélgica, desejosa por ampliar a propriedade adjacente.
Foram necessários cinco anos de trabalhos gigantescos (1907-1912) para construir esta residência que lembra as grandes casas do Renascimento italiano. Vários arquitetos foram considerados, entre os quais Jacques Marcel Auburtin (1872-1926), prix de Rome, cujo projeto seduziu Béatrice Ephrussi. Este confiou a Aaron Messiah a construção da "Villa Ile-de-France", assim chamada devido à forma do jardim, lembrando um convés de navio. Béatrice podia, assim, imaginar, vendo o mar de cada lado, que estava a bordo do vapor Île de France da Sociedade Geral de Transportes Marítimos (S.G.T.M.) em recordação duma viagem memorável. "Ela impunha aos seus jardineiros o uso duma boina de marinheiro, dando assim a ilusão de viver rodeada por uma tribulação num paquete dando a volta ao mundo". O terreno foi dinamitado e aplanado. A construção pôde, então, começar. A cliente não hesitou em mandar fazer os projetos de escala para se assegurar do resultado final. Em 1912, a villa estava habitável.
Ao contrário de Edmond Rostand, que só queria o branco na sua Villa Arnaga, em Cambo-les-Bains (Pirenéus Atlânticos), ela exigiu por toda a parte a sua cor fetiche: o rosa. Élisabeth de Gramont, sua prima, evoca-a no seu eterno vestido rosa - ela usava vestidos de armação - "parecendo partir eternamente para um baile".
Béatrice Ephrussi de Rothschild mandou organizar esta residência num conjunto de salões, galerias, gabinetes e quartos e boudoir, cuja decoração é predominantemente ocre.
Rés-do-chão

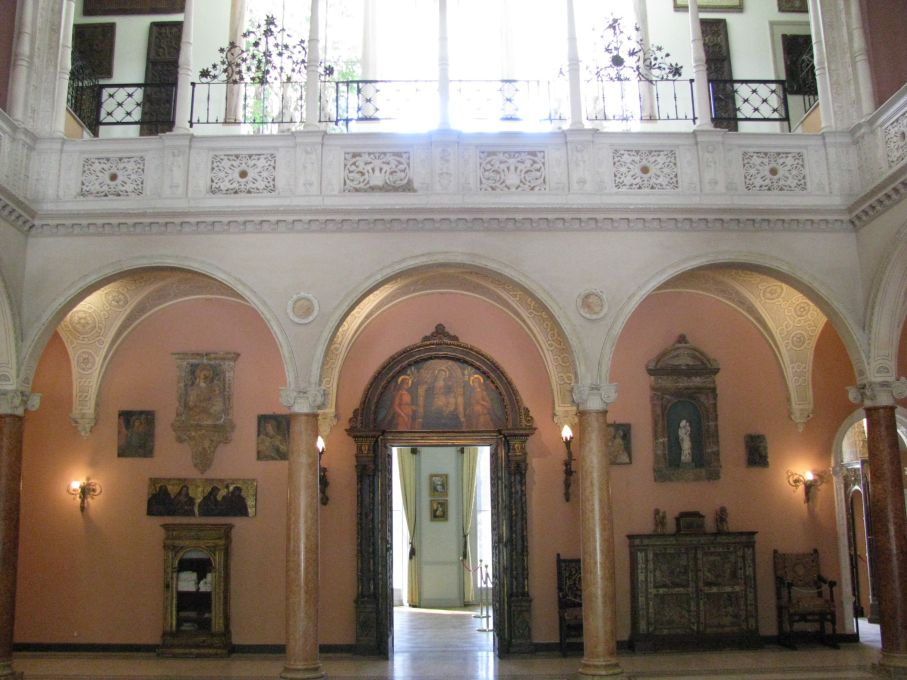
O pátio coberto.

- O Pátio coberto, onde Béatrice dava as suas receções, serve de cenário a um retábulo da escola de Valence (século XV) que representa Santa Brígida da Irlanda, acompanhada de Santo António Ermita e de São Roque.

Colunatas em mármore rosa de Verona suportam arcos de estilo renascentista italiano.
Acima, podem perceber-se galerias com abóbadas hispano-mouriscas orladas por varandas onde estavam os músicos.
O pátio manteve a sua vocação de galeria e apresenta um conjunto de obras de arte medieval e renascentista, no qual se encontra um quadro atribuido ao veneziano Carpaccio (cerca de 1460-1525), representando um condottiero.
- O Salão Luís XV, ao qual se acede por uma porta decorada por La Vallée-Poussin e proveniente do folie Beaujon, propriedade da Baronesa Salomon de Rothschild, é largamente aberto, a sul, para um terraço de mármore que precede a esplanada do jardim à francesa. Um par de cadeirões em estilo Luís XV ornados por tapeçarias executadas a partir de cartões de François Boucher rodeiam uma pequena mesa oval Compigné representando o Palais Royal. Candelabros em estilo Luís XVI e um par de notáveis vasos em porcelana de Sèvres completam a decoração. De um lado e de outro da sala, suspensas em alvovas, duas tapeçarias dos Gobelins, tecidas a partir de cartões de Coypel, são consagradas às aventuras de Don Quixote. Nas paredes, os dançarinos de Jean-Frédéric Schall fazem a roda em volta de L'Amour aux Colombes. Perto dali, duas telas mostram Phaéton e Le char du Soleil.

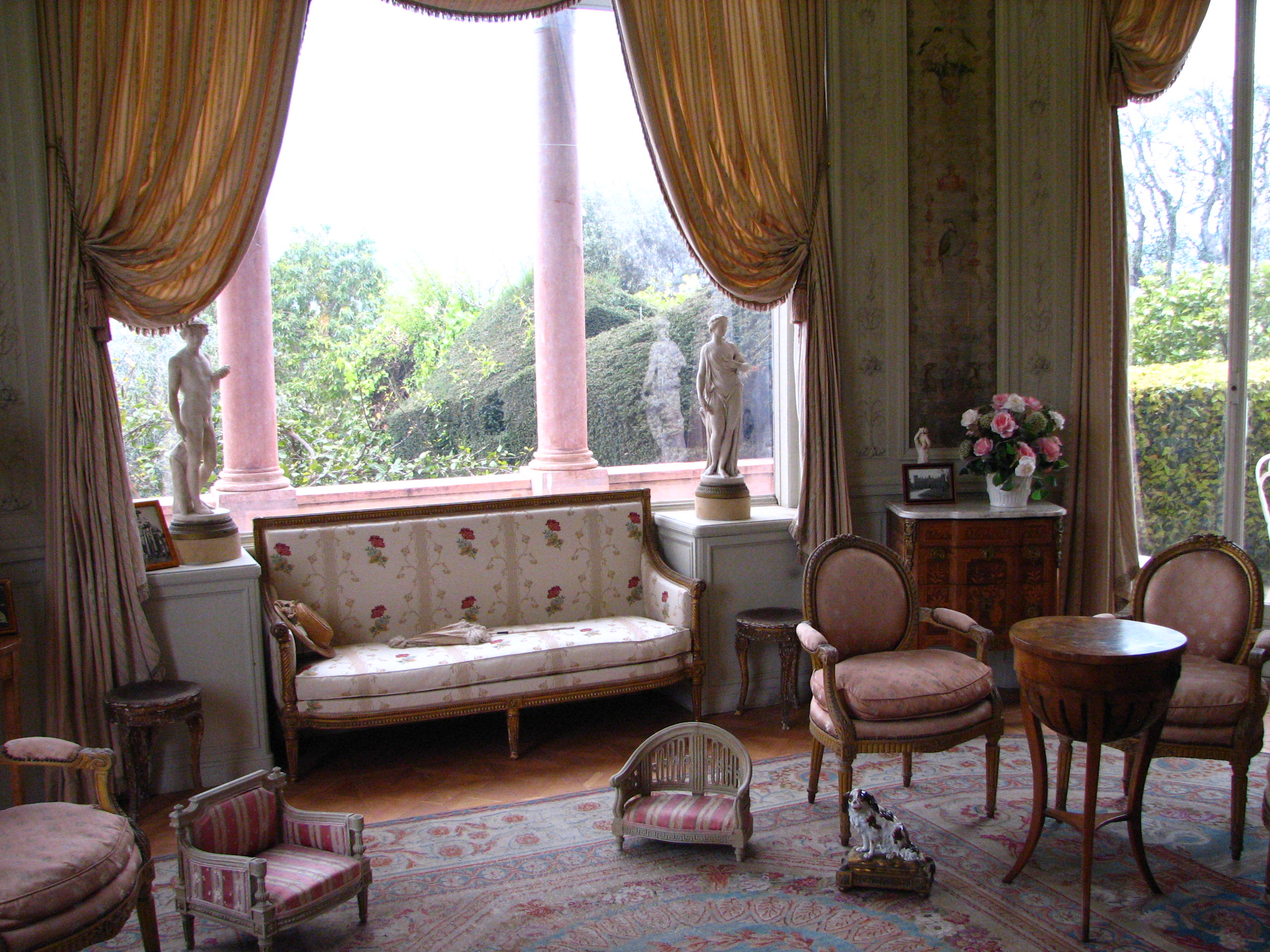
Salão Luís XVI.

- O Salão Luís XVI, cujas paredes são decoradas por apainelamentos pintados no século XVIII - provenientes, em parte, do Hôtel Crillon e completadas no início do século XX - acolhe numerosas peças de origem real ou aristocrática, assim como numerosos bronzes dourados de grande qualidade, entre os quais um pêndulo Faune et bacchante de Gouthière e um par de candelabros do seu discípulo e sucessor Thomire.

A primeira parte do salão apresenta um conjunto de assentos Luís XVI com costas em medalhão estampadas de Parmentier, em Lyon, assim como um mesa de jogo de trictrac atribuída ao ebanista de Grenoble F. Hache. A mesa lembra o gosto da baronesa pelo jogo. O chão está coberto por um tapete da Manufacture de la Savonnerie, com a figura de Luís XV, realizado para a capela real de Versailles.
O parquet da segunda parte do salão é coberta por outro tapete da Savonnerie, o 87.º da série dos 104 tapetes encomendados por Luís XIV para a grande galeria do Louvre. No teto, uma tela de Tiepolo (1696-1770) representa le char de l'Amour tiré par des colombes. Por perto, tendo pertencido à Rainha Maria Antonieta, a mesa de uíste pintada com putti em camaïeu e assinada por René Dubois, primeiro tabletier da rainha. O canapé e os cadeirões estão revestidos por tapeçarias de Aubusson ilustrando as fábulas de La Fontaine.
- Os Apartamentos de Béatrice. São acedidos por um boudoir guarnecido de apainelamentos neo-pompeianos servindo de cenário a uma escrivaninha assinada por Jean-Henri Riesener, ebanista habitual da Rainha Maria Antonieta, assim como uma pequena mesa octogonal atribuída a Adam Weisweller.

O quarto forma um avanço oval aberto sobre a baía de Villefranche. O teto é decorado por uma pintura veneziana de meados do século XVIII. No chão, um tapete de Aubusson de forma idêntica mas de época ligeiramente posterior. Ao longo da parede, uma cómoda de transição dos estilos Luís XV-Luís XVI estampada por Nicolas Petit.
Vitrinas arranjadas no guarda-roupa expõem vestes francesas do século XVIII, assim como uma coleção de vestuários e pequenas calças chinesas do século XIX.
A sala de banho contígua é uma obra-prima do refinamento. Sob uma rede de ripas de madeira, os apainelamentos pintados por Leriche no final do século XVIII dissimulam lavabo e arrumações.
- O Salão das Porcelanas. A coleção de porcelanas de Vincennes e de Sèvres de Ephrussi de Rothschild reúne peças excecionais que fazem dela uma das mais belas coleções do seu género. Na vitrine, destacam-se raras porcelanas azul lápis-lazúli. Perto destas, encontram-se peças duma das mais prestigiosas produções da manufacture de Sèvres, dita Aux partitions musicales. Na lareira, um pêndulo em porcelana rosa A la du Barry.

A sala contígua permite descobrir peças azul-celeste em camaïeu de rosa, assim como um vaso que pertenceu a Madame de Pompadour.
- A Sala de Refeições da baronesa está hoje transformado em restaurante-salão de chá que oferece aos visitantes um momento de descanso num enquadramento privilegiado.

Primeiro andar
No primeiro andar encontram-se as esculturas em terracota de Clodion e do seu atelier, faianças de Castelli;
- O Salão das Porcelanas de Saxe, onde o visitante pode descobrir peças seiscentistas de Meissen, Berlim e Würzburg, entre outras.
- O Quarto Directoire, com decoração mural da época.
- O Salão das Tapeçarias, cujo mobiliário é assinado por Jacob e está coberto por tapeçarias de Beauvais.
- O Pequeno Salão das Macaquices, com a sua orquestra de macacos em porcelana de Meissen e os seus apainelamentos pintados atribuídos a Jean-Baptiste Huet.
- A Loggia Florentina, embelezada por interessantes peças em ferro forjado, permite alcançar com a vista as baías de Beaulieu e Villefranche, o Cap-Ferrat e os jardins da villa.
- O Pequeno Salão Chinês, cuja parede está ornada por portas interiores em laca provenientes do Palácio Imperial de Pequim e por vitrines que contêm uma magnífica coleção de quartzos rosa e raríssimos jades brancos.
- O Quarto Luís XVI, decorado por apainelamentos.
- A Antecâmara e o Salão Fragonard, onde estão expostos numerosos aguarelas do próprio Fragonard e do seu mestre, François Boucher.

## Jardim de sonho e zoo exótico

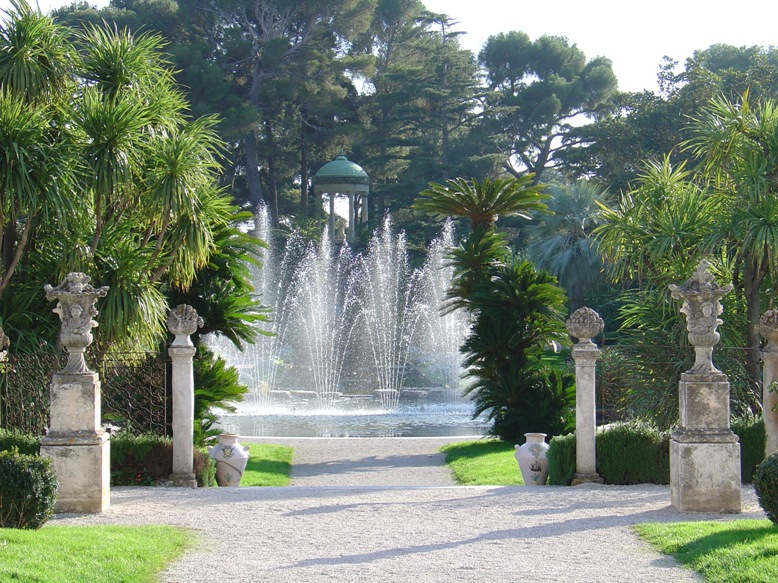
Jatos de água no jardim à francesa.

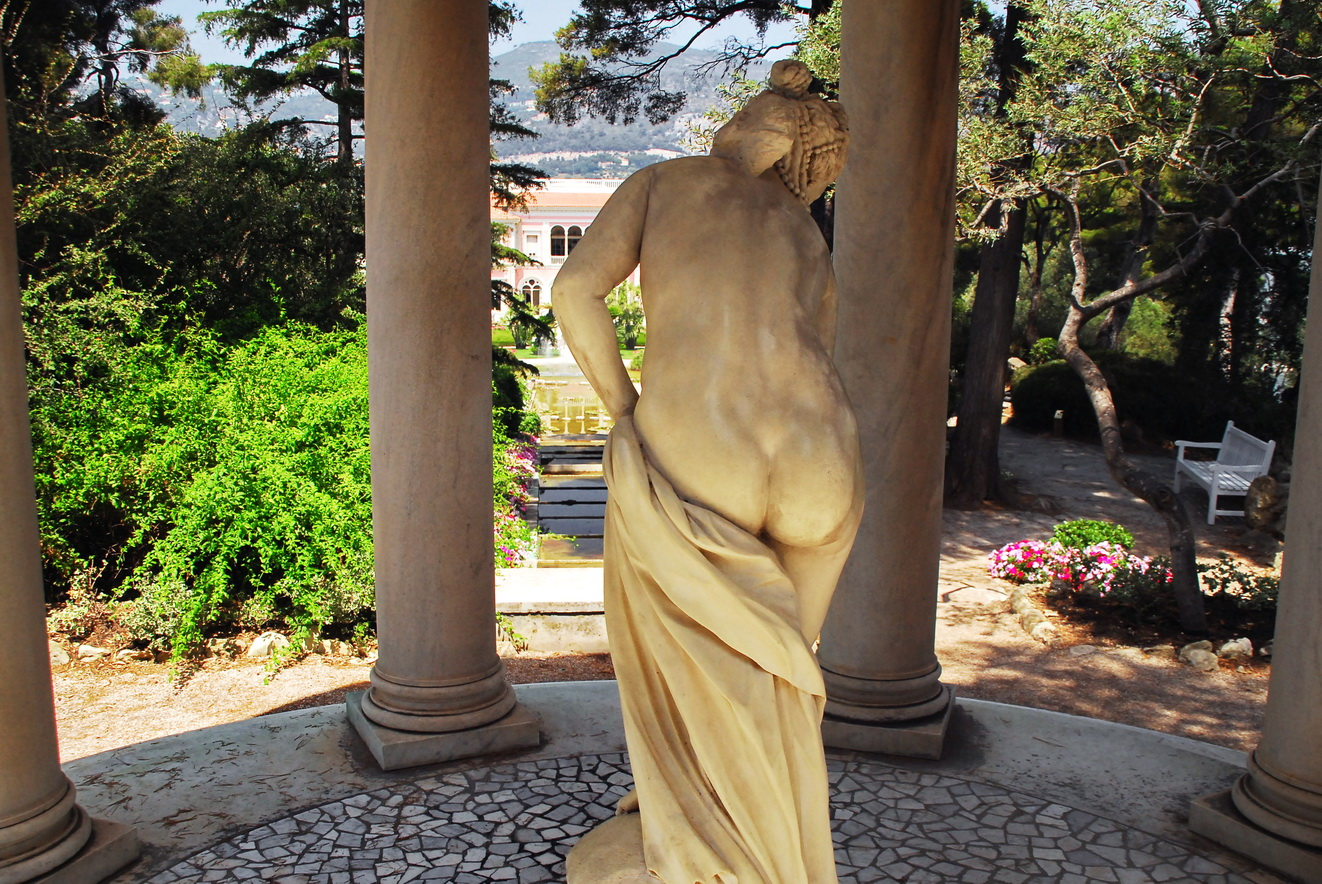
Amo templo

Béatrice decidiu inserir a villa num cenário de verdura. Nove jardins rodeiam a villa sobre uma superfície de sete hectares, os quais são atribuídos aos arquitetos paisagistas Achille Duchêne e Harold Peto. A entrada dos jardins oferece uma vista magnífica sobre a enseada de Villefranche-sur-mer. Aos jardins à francesa, lapidário, japonês e roseiral iniciais, juntaram-se os jardins espanhol, italiano, exótico e provençal, reminiscências das viagens da baronesa. Depois da sua morte, foram acrescentados outros jardins temáticos.
- O Jardim à francesa, visível dos salões, ocupa a parte central dos jardins. É composto por um espelho de água central e está rodeado por tanques laterais e plantações dispostas simetricamente. Os tanques são embelezados por jacintos de água. É dominado por um Templo de Amor e por uma cascata com degraus. É preciso realçar o exotismo que se desprende do conjunto através das palmeiras phœnix canariensis e brahea armata, ou mexican blue palm, das cicas revoluta do Japão, cordyline australis hook, dasylirions, abacateiro, figueiras, laranjeiras, e kumquats que ladeiam glicínias arbustivas. Este quadro bucólico é embelezado por jogos de água que disparam a cada vinte minutos ao som de diferentes trechos de música clássica.

- O Jardim Espanhol é composto por uma gruta fresca, uma pérgola e um canal cheio de plantas aquáticas, philodendrons, papyrus e orlado por strelitzia, punicas e daturas.

- O Jardim Lapidáro coloca em cena, à sombra duma cânfora e duma caneleira da Califórnia, baixos relevos e gárgulas provenientes de edifícios civis ou religiosos que não encontraram lugar no interior da villa. Azáleas, camélias, rododendros, fushias, hydrangeas anabelle e solendra estão em flor de fevereiro a abril.

- O Jardim Japonês, restaurado na primavera de 2003, compreende o seu jardim seco orlado por ophiopogons verdes e negros, azáleas, cicas revolutas e gardénias. A zona próxima da cascata, que corre para um tanque povoado por carpas Koï, é rodeada por diferentes variedades de acer palmatum. Mais acima, o jardim do chá e o seu abrigo.

- O Roseiral, situado na extremidade do jardim, desponta ao pé dum pequeno templo de forma hexagonal com as suas rosas Baronesa E. de Rothschild, Princesa do Mónaco, Dinastia de Mepitac e as suas roseiras trepadeiras Pierre de Ronsard.

- O Zoo, hoje desaparecido, abrigava um aviário onde estavam centenas de aves, entre as quais periquitos. Cada uma das residências frequentadas por Béatrice Ephrussi de Rothschild possui o seu aviário. Por outro lado, encontravam-se nesse jardim macacos, mangustos, gazelas, antílopes, flamingos-rosadoss. Dois macacos e um mangusto de companhia frequentavam a villa e dormiam num assento de estilo Luís XVI realizado sob medida para eles.

Ao lado destes jardins existentes desde a origem da villa, foram desenvolvidos outros jardins temáticos:
- O Jardim Florentino, com a sua escadaria em forma de ferradura dissimulando uma gruta húmida embelezada por um efebo de mármore. A escadaria prolonga-se por uma alameda de ciprestes que domina a enseada de Villefranche-sur-Mer. Esta alameda é ladeada por abelias, streptosolens, lantanas, senecios, e raphiolepsis. Um magnífico jacaranda dá flor no auge do verão.

- O Jardim Exótico, inteiramente restaurado em 1987, é cortado por caminhos sinuosos que serpenteiam por entre plantas suculentas e cactos (phormium, círios, aloes, agaves, ferox, ecchinocactus grusonii[4], dasylirions e euphorbias).

- O Jardim Provençal, situado na vertente oposta ao Roseiral, oferece uma vista pitoresca com as suas oliveiras e pinheiros curvados pelo vento. Desenvolve uma ordem agradável com as suas lavandulas e agapanthaceaes e os seus bosquetes de polygalas. Vários pequenos caminhos juntam-se no Templo do Amor, rodeado por plantas aromáticas e, mais além, pelo jardim à francesa.

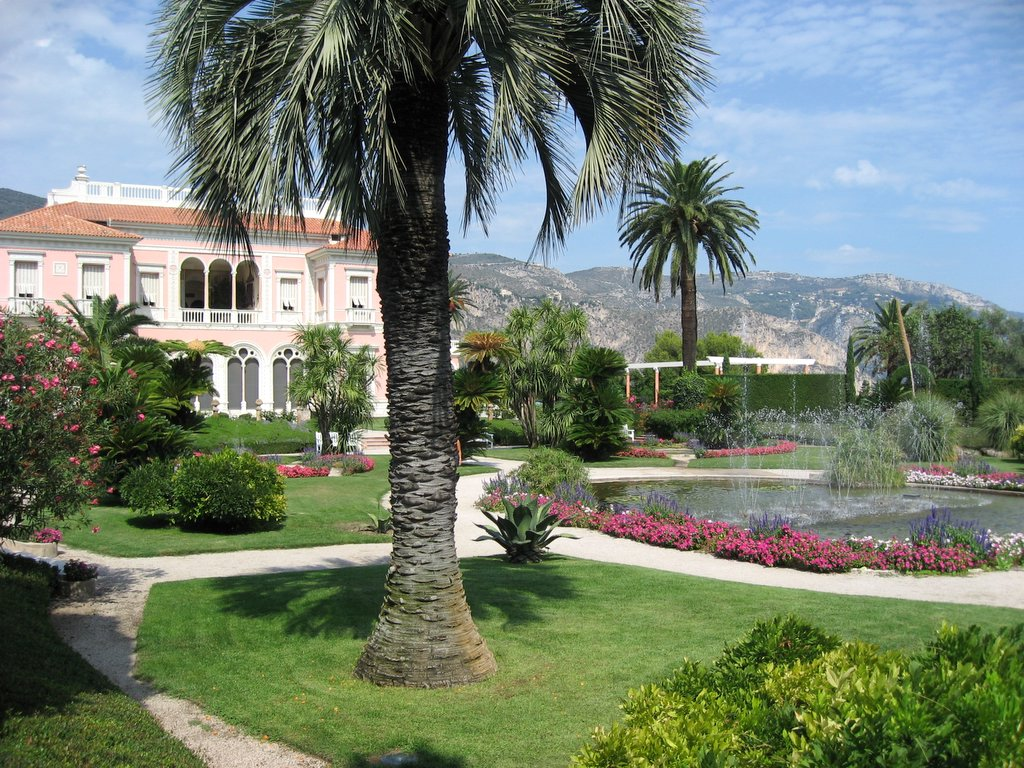
O jardim à francesa, com a villa ao fundo
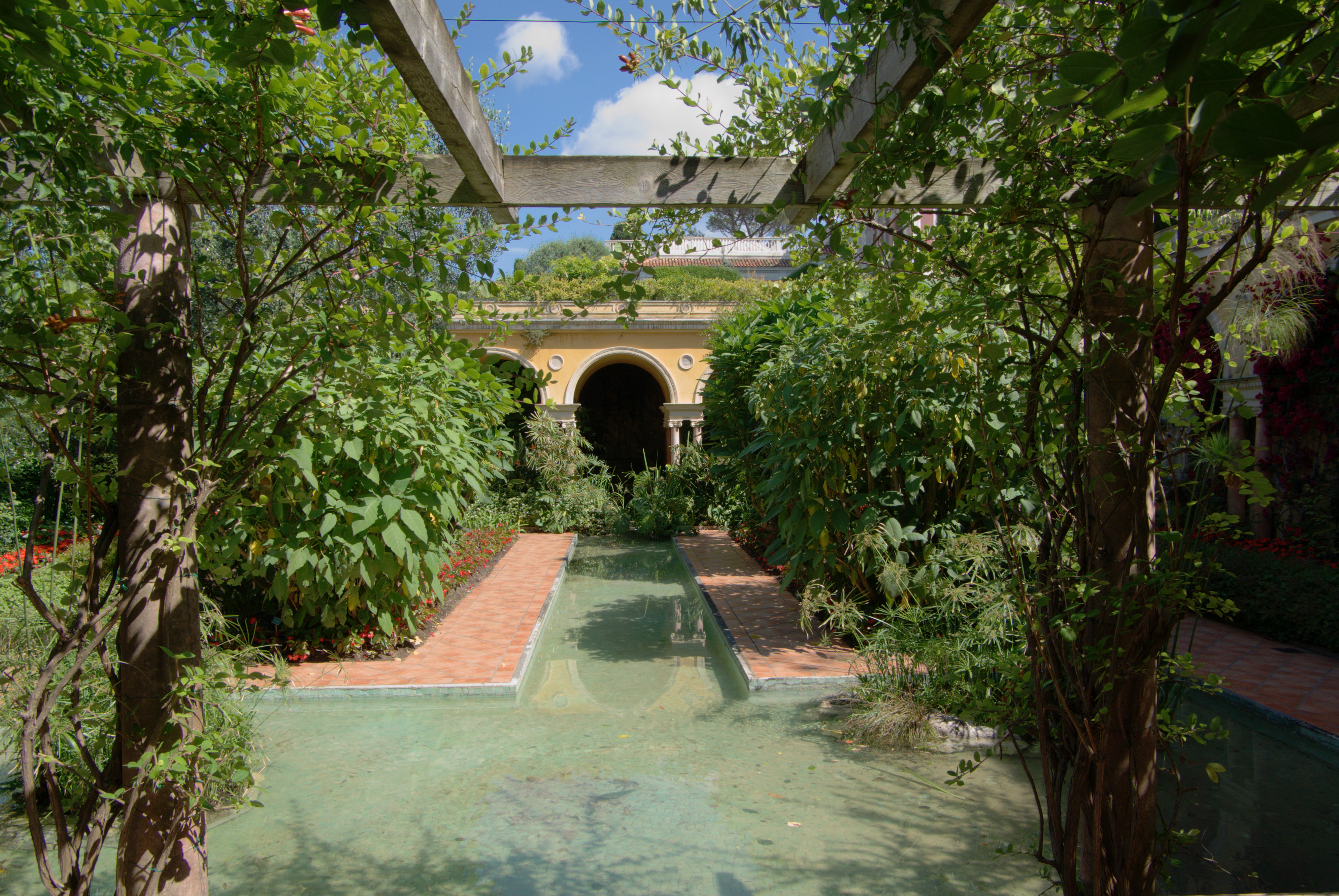
Jardim espanhol
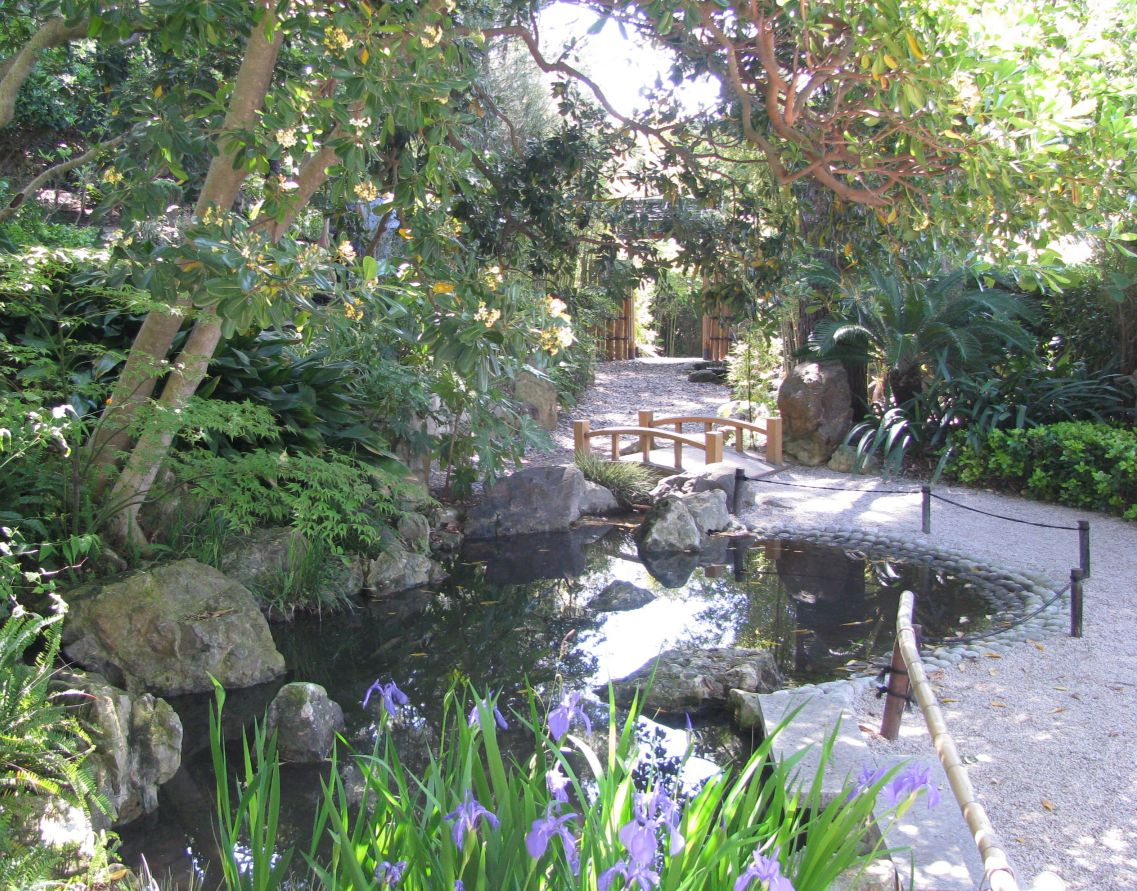
Jardim japonês
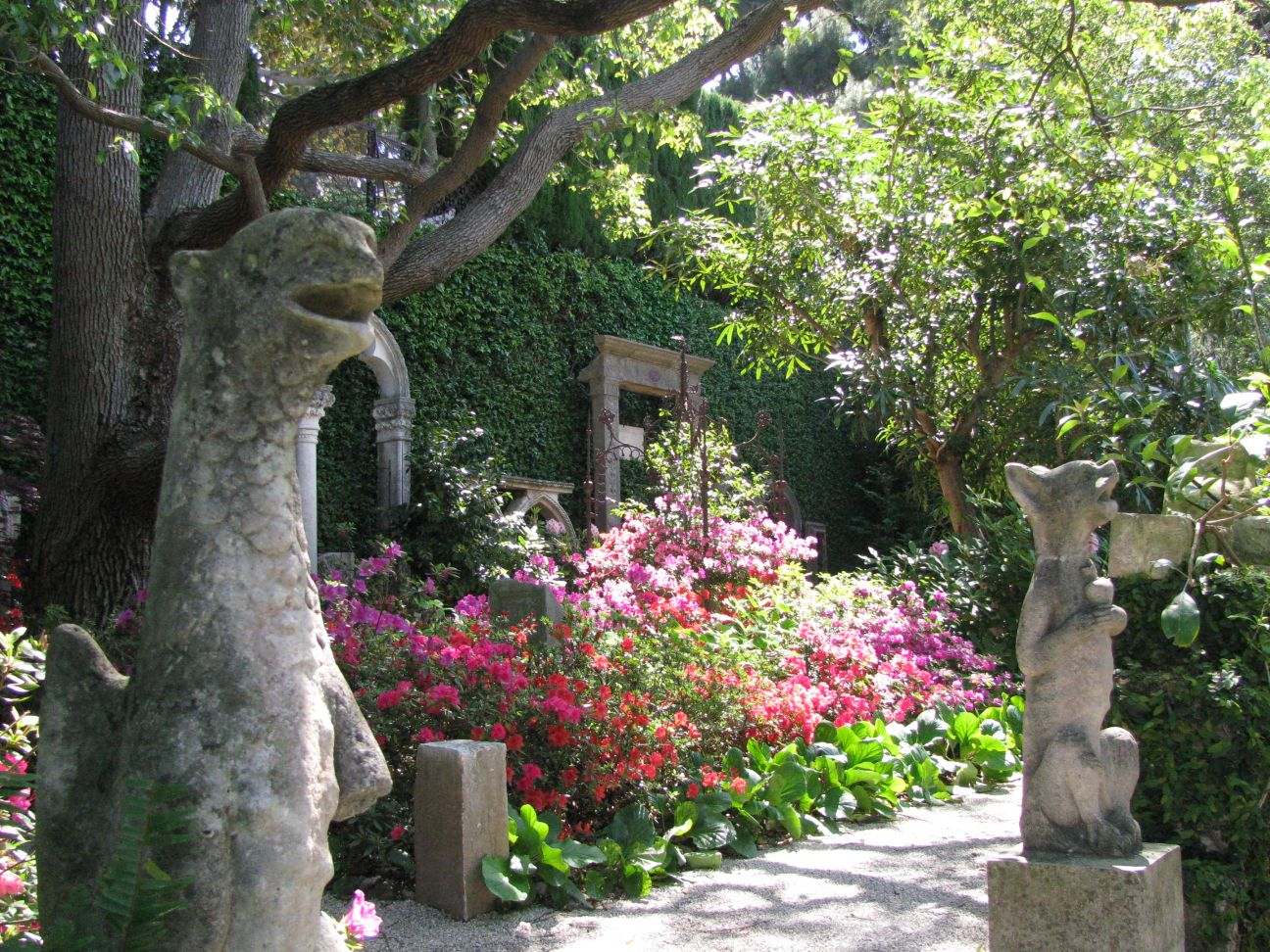
Jardim de pedra

## Legado

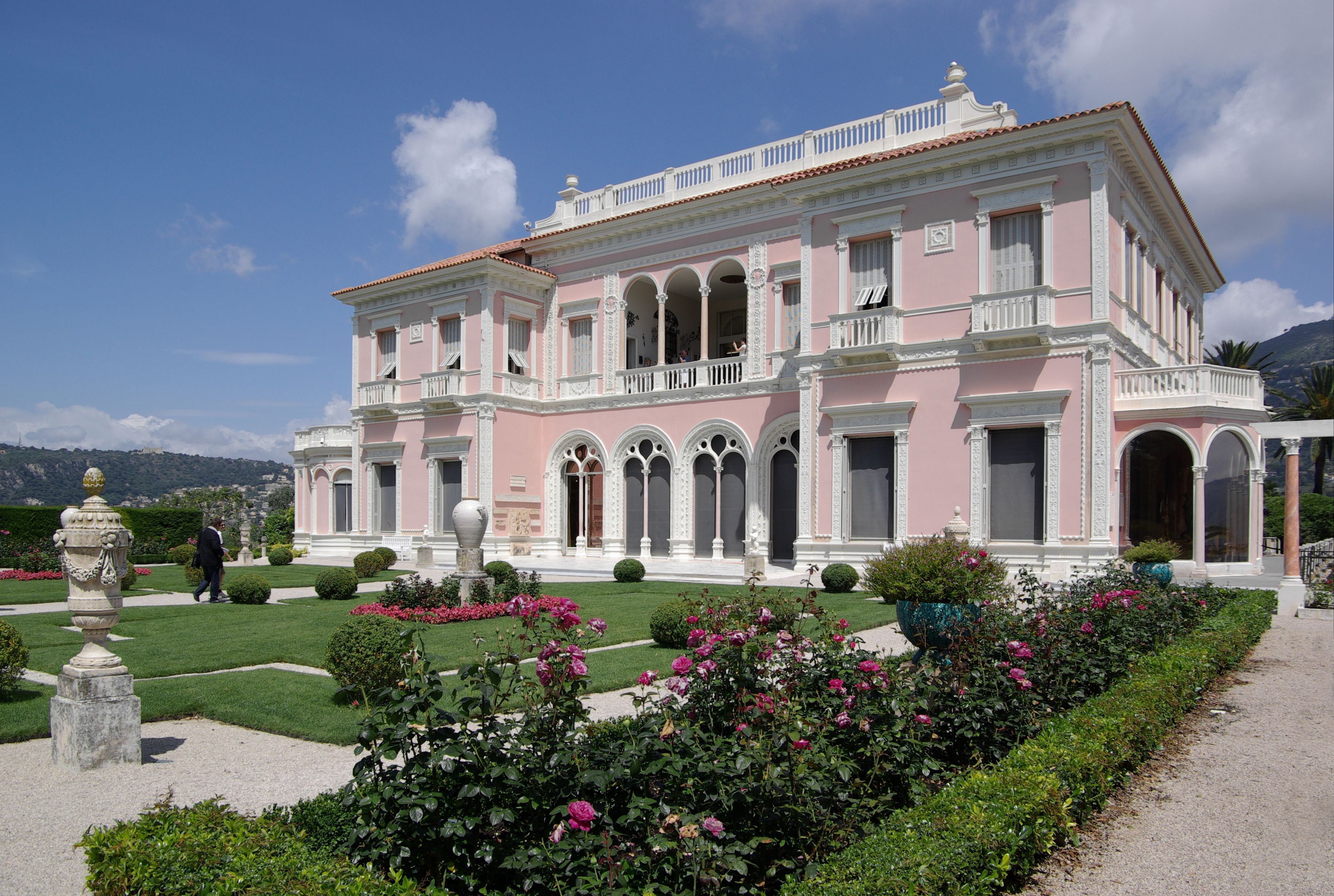
Vista da villa e jardins.

A baronesa permaneceu muito pouco na villa depois da morte do seu marido, ocorrida em 1916.
Béatrice faleceu em Davos, na Suíça, no dia 7 de abril de 1934, aos 69 anos de idade, vitimada por uma tuberculose pulmonar galopante. Por testamento, e face à ausência de descendentes, legou a villa à Academia de Belas Artes e ao Instituto de França com a totalidade da sua muito importante coleção de objetos de arte, com mais de 5300 peças repartidas pelas suas diversas residências, a fim de criar um museu que "guardaria a aparência de um salão", no espírito dos museus Nissim de Camondo ou Jacquemart-André. Conforme a sua vontade, a villa reúne a totalidade das coleções que a baronesa acumulou ao longo da sua vida e que estavam repartidas nas suas diferentes residências em Paris e na Côte d'Azur.
A partir de 1991 a gestão e a valorização da villa e dos jardins foi confiada pelo Instituto de França à sociedade Culturespaces.